# Picotin (apéritif)
Pour les articles homonymes, voir Picotin.

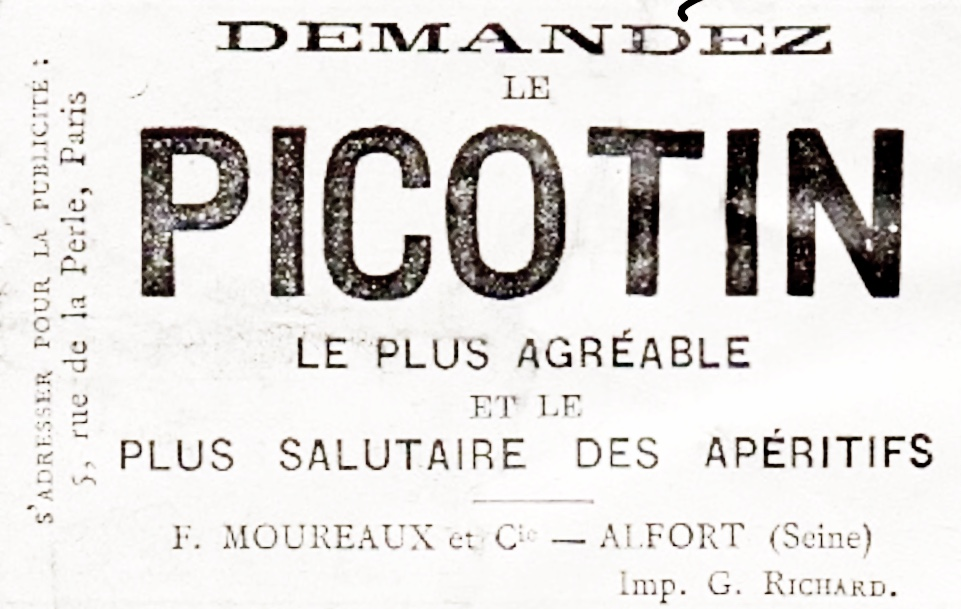
Publicité pour le Picotin apéritif

Le Picotin est un apéritif du XIXe siècle. Il est un « apéritif Américain ». 

## Entreprise
Le dépôt de l’entreprise se trouvait à Paris, à la fin du XIXe siècle. Le siège se trouvait quant à lui en région parisienne. La marque Picotin est lancée par Fernand Moureaux (créateur aussi de la Suze) et mentionnée dans les annuaires aux environs de 1892. La marque ne semble pas pour autant avoir disparu au début du XXe siècle.
On peut lire sur une ancienne affiche publicitaire que son dépositaire était P. Rousseau, rue Quincampoix à Paris.

## Composition
Le picotin doit son nom à sa composition. Il est fait à base d'avoine et de diverses plantes exotiques, notamment l’orange. Au XIXe siècle le picotin était également synonyme d’avoine.

## Publicité

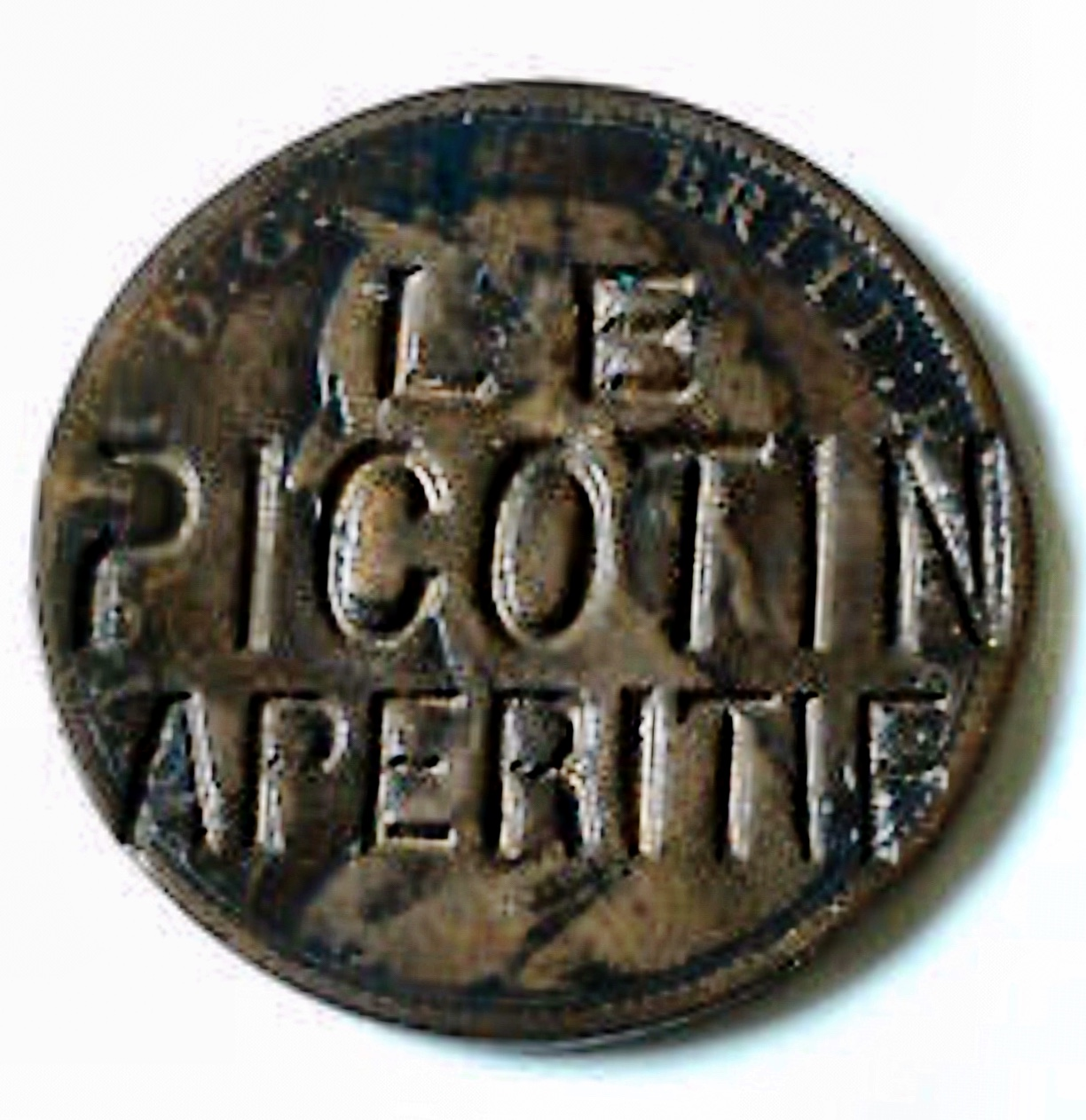
Jeton le Picotin apéritif

Outre les affiches publicitaires et les encarts dans les journaux, le Picotin apéritif a développé sa notoriété avec les contremarques « Le Picotin apéritif », également appelées jetons.

## Postérité
Plusieurs restaurants d’aujourd’hui portent son nom.